# Józef Mądalski
Józef Kazimierz Mądalski (ur. 14 grudnia 1902 w Chłopczycach, zm. 23 grudnia 1995 we Wrocławiu) – polski botanik.
Ukończył studia na Uniwersytecie Jana Kazimierza we Lwowie, a następnie został demonstratorem w kierowanej przez prof. Stanisława Kulczyńskiego. Objął stanowisko asystenta w Pracowni Botaniki i Farmakognozji u dr. Tadeusza Wilczyńskiego w 1932 uzyskał stopień naukowy doktora na podstawie rozprawy Flora dryasowa okolic Rudek i Wistowa. Po wysiedleniu Polaków ze Lwowa znalazł się we Wrocławiu, gdzie w 1946 zorganizował, a następnie kierował Zakładem Botaniki Farmaceutycznej i Farmakognozji na Uniwersytecie i Politechnice Wrocławskiej. Po powstaniu w 1949 wrocławskiej Akademii Medycznej pracownię przeniesiono do tej uczelni, a Józef Mądalski został kierownikiem Katedry i Zakładu Botaniki z Ogrodem Roślin Leczniczych. Habilitował się w 1950 na Wydziale Nauk Przyrodniczych Uniwersytetu Wrocławskiego. Od 1950 przez dwa lata pełnił funkcję prodziekana Wydziału Farmaceutycznego, w 1953 uzyskał tytuł profesora nadzwyczajnego, a zwyczajnego w 1962 r. Od 1964 przez dwa lata był dziekanem Wydziału Farmaceutycznego, a od 1966 do 1968 kierował zarówno Katedrą Botaniki jak również podlegającym jej Zakładowi Botaniki Farmaceutycznej i Zakładowi Roślin Leczniczych. Z końcem 1968 przeszedł na emeryturę.
Dorobek prof. Józefa Mądalskiego obejmuje liczne prace dotyczące florystyki, geografii i systematyki roślin, od 1954 ukazywało się największe jego dzieło "Atlas flory polskiej i ziem ościennych". Powstało ono na podstawie tworzonego od 1926 zielnika, który Józef Mądalski przekazał Instytutowi Botaniki Polskiej Akademii Nauk. Opracował nową metodę suszenia roślin do zielnika.
Pochowany na Cmentarzu św. Wawrzyńca we Wrocławiu.

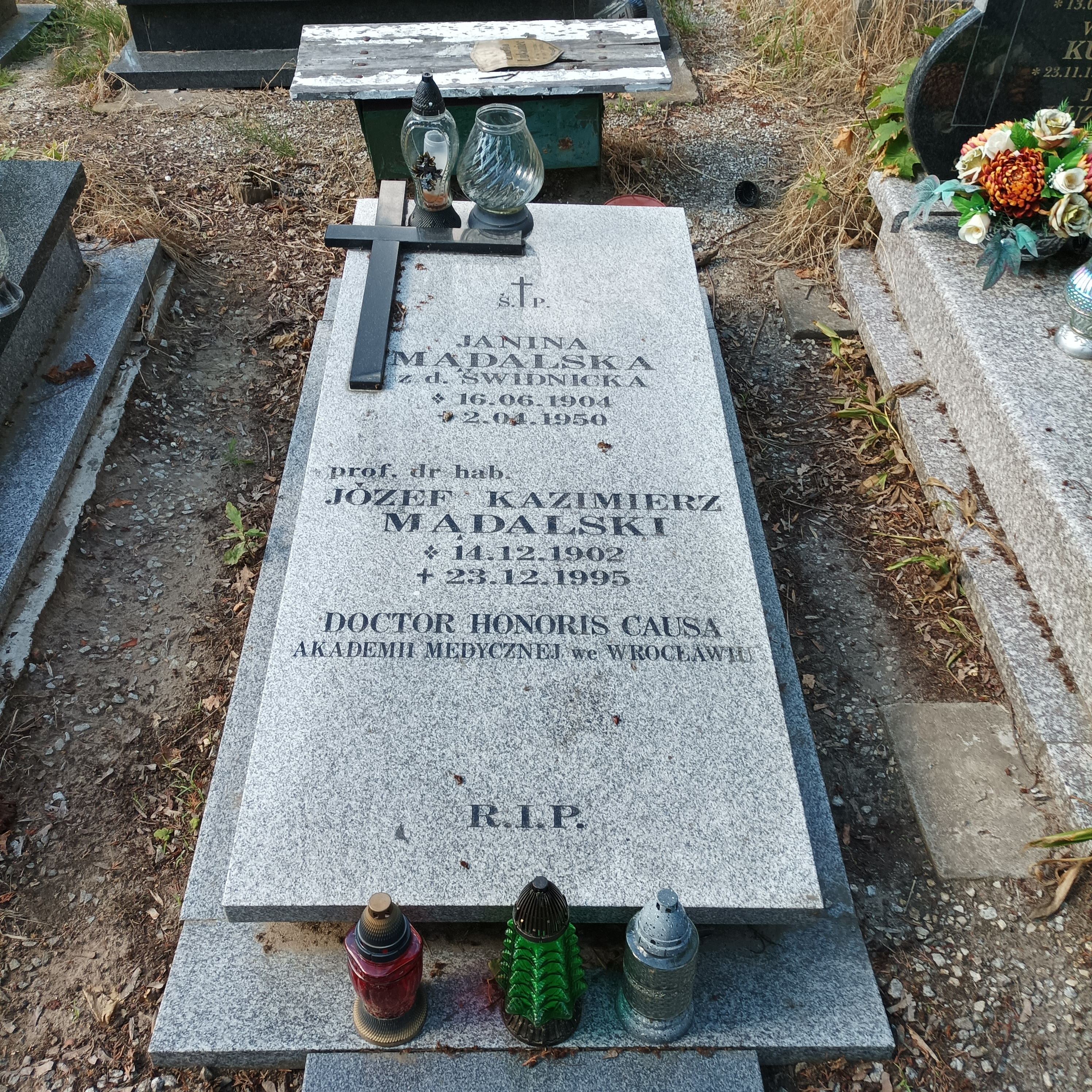
Grób prof. Józefa Mądalskiego na cmentarzu św. Wawrzyńca we Wrocławiu